# Ainudrilus stagnalis
Ainudrilus stagnalis är en ringmaskart som beskrevs av Erséus 1997. Ainudrilus stagnalis ingår i släktet Ainudrilus och familjen glattmaskar. Inga underarter finns listade i Catalogue of Life.